# Habitatge al carrer Àngel Guimerà, 19-23 (Viladecans)
Els Habitatge al carrer Àngel Guimerà, 19-23 és una obra del municipi de Viladecans (Baix Llobregat) inclosa en l'Inventari del Patrimoni Arquitectònic de Catalunya.

## Descripció
Es tracta d'una casa interessant per la decoració de la façana principal. Consta de planta baixa, pis i terrat i té planta rectangular. El primer pis conserva, com a emmarcament de les portes dels balcons, tres parelles de pilastres adossades amb capitell decorat per estries. Al damunt de cada porta hi ha un arc guardapols sostinguts per capitells d'estil goticitzant.

## Història
És una casa de finals del segle xix o inicis del XX feta en estil historicista.